# Episodi di Combat! (terza stagione)
La terza stagione della serie televisiva Combat! è stata trasmessa in anteprima negli Stati Uniti d'America dalla ABC tra il 15 settembre 1964 e il 27 aprile 1965.
| nº | Titolo originale        | Titolo italiano | Prima TV USA      | Prima TV Italia |
| -- | ----------------------- | --------------- | ----------------- | --------------- |
| 1  | Mountain Man            |                 | 15 settembre 1964 |                 |
| 2  | Vendetta                |                 | 22 settembre 1964 |                 |
| 3  | Point of View           |                 | 24 settembre 1964 |                 |
| 4  | The Duel                |                 | 6 ottobre 1964    |                 |
| 5  | Silver Service          |                 | 13 ottobre 1964   |                 |
| 6  | The Hard Way Back       |                 | 20 ottobre 1964   |                 |
| 7  | Operation Fly Trap      |                 | 27 ottobre 1964   |                 |
| 8  | The Little Carousel     |                 | 10 novembre 1964  |                 |
| 9  | Fly Away Home           |                 | 17 novembre 1964  |                 |
| 10 | The Impostor            |                 | 24 novembre 1964  |                 |
| 11 | A Gift of Hope          |                 | 1º dicembre 1964  |                 |
| 12 | A Rare Vintage          |                 | 8 dicembre 1964   |                 |
| 13 | The Long Walk           |                 | 15 dicembre 1964  |                 |
| 14 | The Town That Went Away |                 | 22 dicembre 1964  |                 |
| 15 | Birthday Cake           |                 | 29 dicembre 1964  |                 |
| 16 | The Enemy               |                 | 5 gennaio 1965    |                 |
| 17 | The Cassock             |                 | 12 gennaio 1965   |                 |
| 18 | Losers Cry Deal         |                 | 19 gennaio 1965   |                 |
| 19 | More Than a Soldier     |                 | 26 gennaio 1965   |                 |
| 20 | Brother, Brother        |                 | 2 febbraio 1965   |                 |
| 21 | The Steeple             |                 | 9 febbraio 1965   |                 |
| 22 | The Convict             |                 | 9 febbraio 1965   |                 |
| 23 | Dateline                |                 | 23 febbraio 1965  |                 |
| 24 | A Walk with an Eagle    |                 | 2 marzo 1965      |                 |
| 25 | The Long Wait           |                 | 9 marzo 1965      |                 |
| 26 | The Tree of Moray       |                 | 16 marzo 1965     |                 |
| 27 | Cry in the Ruins        |                 | 23 marzo 1965     |                 |
| 28 | The Hell Machine        |                 | 30 marzo 1965     |                 |
| 29 | Billy the Kid           |                 | 6 aprile 1965     |                 |
| 30 | Heritage                |                 | 13 aprile 1965    |                 |
| 31 | Odyssey                 |                 | 20 aprile 1965    |                 |
| 32 | Beneath the Ashes       |                 | 27 aprile 1965    |                 |